# Temporada 2023 de Eurofórmula Open
La temporada 2023 de Eurofórmula Open fue la vigesimatercera edición de dicha competición. Comenzó el 29 de abril en Portimão y finalizó el 22 de octubre en Barcelona.

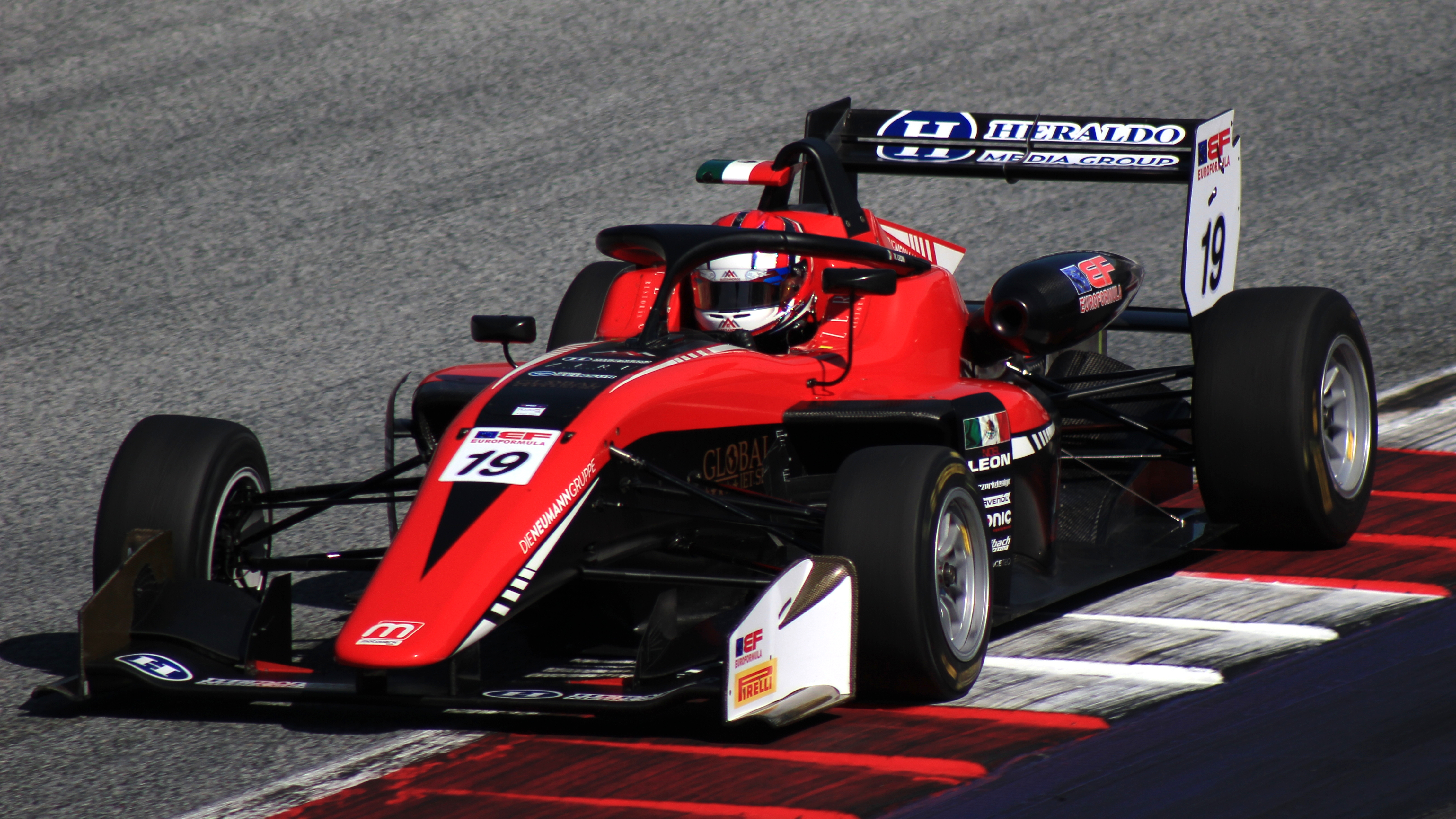
Noel León fue el campeón de la edición 2023 de Eurofórmula Open.

El mexicano Noel León fue el ganador del Campeonato de Pilotos y el Team Motopark se quedó con el Campeonato de Escuderías.

## Escuderías y pilotos
| Escudería               | Motor         | N.º | Piloto              | Estado | Rondas      |
| ----------------------- | ------------- | --- | ------------------- | ------ | ----------- |
| CryptoTower Racing Team | Volkswagen    | 5   | Charlie Wurz        |        | 5-8         |
| CryptoTower Racing Team | Volkswagen    | 6   | Vladislav Ryabov    | N      | 4           |
| CryptoTower Racing Team | Volkswagen    | 15  | Enzo Trulli         |        | 1, 8        |
| CryptoTower Racing Team | Volkswagen    | 20  | Benjámin Berta      |        | 3           |
| CryptoTower Racing Team | Volkswagen    | 21  | Josh Mason          |        | 2-3         |
| CryptoTower Racing Team | Volkswagen    | 26  | Jakob Bergmeister   | N      | 8           |
| CryptoTower Racing Team | Volkswagen    | 39  | Gerrard Xie         | N      | 2           |
| CryptoTower Racing Team | Volkswagen    | 69  | Joshua Dufek        |        | 5-7         |
| CryptoTower Racing Team | Volkswagen    | 77  | Tim Tramnitz        |        | 1           |
| CryptoTower Racing Team | Volkswagen    | 99  | Attila Pénzes       |        | 4           |
| Effective Racing        | Mercedes-Benz | 7   | Vladimír Netušil    | G      | 1-3, 5-6, 8 |
| Noda Racing             | Volkswagen    | 10  | Juju Noda           | N      | 1-5         |
| Team Motopark           | Volkswagen    | 11  | Levente Révész      |        | 6-8         |
| Team Motopark           | Volkswagen    | 19  | Noel León           |        | Todas       |
| Team Motopark           | Volkswagen    | 23  | Bryce Aron          |        | Todas       |
| Team Motopark           | Volkswagen    | 26  | Jakob Bergmeister   | N      | 1-5         |
| Team Motopark           | Volkswagen    | 73  | Cian Shields        |        | Todas       |
| BVM Racing              | Volkswagen    | 84  | Francesco Simonazzi |        | Todas       |
| NV Racing               | Volkswagen    | 212 | Paolo Brajnik       | G      | 1-3, 5, 7   |

| Icono | Leyenda     |
| ----- | ----------- |
| N     | Novato      |
| G     | Copa de Oro |

## Calendario
| Ronda    | Ronda | Ronda                                          | Fecha            |
| -------- | ----- | ---------------------------------------------- | ---------------- |
| 1        | C1    | Autódromo Internacional do Algarve, Portimão   | 29 de abril      |
| 1        | C2    | Autódromo Internacional do Algarve, Portimão   | 30 de abril      |
| 1        | C3    | Autódromo Internacional do Algarve, Portimão   | 30 de abril      |
| 2        | C1    | Circuito de Spa-Francorchamps, Francorchamps   | 27 de mayo       |
| 2        | C2    | Circuito de Spa-Francorchamps, Francorchamps   | 28 de mayo       |
| 2        | C3    | Circuito de Spa-Francorchamps, Francorchamps   | 28 de mayo       |
| 3        | C1    | Hungaroring, Mogyoród                          | 17 de junio      |
| 3        | C2    | Hungaroring, Mogyoród                          | 18 de junio      |
| 3        | C3    | Hungaroring, Mogyoród                          | 18 de junio      |
| 4        | C1    | Circuito Paul Ricard, Le Castellet             | 22 de julio      |
| 4        | C2    | Circuito Paul Ricard, Le Castellet             | 23 de julio      |
| 4        | C3    | Circuito Paul Ricard, Le Castellet             | 23 de julio      |
| 5        | C1    | Red Bull Ring, Spielberg                       | 9 de septiembre  |
| 5        | C2    | Red Bull Ring, Spielberg                       | 10 de septiembre |
| 5        | C3    | Red Bull Ring, Spielberg                       | 10 de septiembre |
| 6        | C1    | Autodromo Nazionale di Monza, Monza            | 23 de septiembre |
| 6        | C2    | Autodromo Nazionale di Monza, Monza            | 24 de septiembre |
| 6        | C3    | Autodromo Nazionale di Monza, Monza            | 24 de septiembre |
| 7        | C1    | Autódromo Internacional del Mugello, Scarperia | 30 de septiembre |
| 7        | C2    | Autódromo Internacional del Mugello, Scarperia | 1 de octubre     |
| 8        | C1    | Circuito de Barcelona-Cataluña, Montmeló       | 21 de octubre    |
| 8        | C2    | Circuito de Barcelona-Cataluña, Montmeló       | 22 de octubre    |
| 8        | C3    | Circuito de Barcelona-Cataluña, Montmeló       | 22 de octubre    |
| Fuentes: |       |                                                |                  |

## Resultados
| Ronda | Ronda | Ronda             | Pole Position       | Vuelta rápida       | Más posiciones ganadas | Piloto ganador          | Escudería ganadora      | Novato ganador    | Ganador Copa de Oro |
| ----- | ----- | ----------------- | ------------------- | ------------------- | ---------------------- | ----------------------- | ----------------------- | ----------------- | ------------------- |
| 1     | C1    | Portimão          | Enzo Trulli         | Tim Tramnitz        | Noel León              | Enzo Trulli             | CryptoTower Racing Team | Juju Noda         | No hubo ganador     |
| 1     | C2    | Portimão          |                     | Noel León           | Enzo Trulli            | Francesco Simonazzi     | BVM Racing              | Jakob Bergmeister | Vladimír Netušil    |
| 1     | C3    | Portimão          | Tim Tramnitz        | Tim Tramnitz        | Noel León              | Team Motopark           | Jakob Bergmeister       | Paolo Brajnik     |                     |
| 2     | C1    | Spa-Francorchamps | Noel León           | Noel León           | Bryce Aron             | Noel León               | Team Motopark           | Juju Noda         | Paolo Brajnik       |
| 2     | C2    | Spa-Francorchamps |                     | Noel León           | Noel León              | Bryce Aron              | Team Motopark           | Jakob Bergmeister | Paolo Brajnik       |
| 2     | C3    | Spa-Francorchamps | Noel León           | Cian Shields        | Cian Shields           | Team Motopark           | Juju Noda               | Vladimír Netušil  |                     |
| 3     | C1    | Budapest          | Noel León           | Noel León           | Josh Mason             | Noel León               | Team Motopark           | Juju Noda         | Vladimír Netušil    |
| 3     | C2    | Budapest          |                     | Bryce Aron          | Josh Mason             | Bryce Aron              | Team Motopark           | Juju Noda         | Vladimír Netušil    |
| 3     | C3    | Budapest          | Noel León           | Noel León           | Josh Mason             | CryptoTower Racing Team | Jakob Bergmeister       | Vladimír Netušil  |                     |
| 4     | C1    | Le Castellet      | Noel León           | Juju Noda           | Jakob Bergmeister      | Juju Noda               | Noda Racing             | Juju Noda         | Sin participantes   |
| 4     | C2    | Le Castellet      |                     | Cian Shields        | Francesco Simonazzi    | Bryce Aron              | Team Motopark           | Juju Noda         | Sin participantes   |
| 4     | C3    | Le Castellet      | Cian Shields        | Noel León           | Cian Shields           | Team Motopark           | Juju Noda               |                   | Sin participantes   |
| 5     | C1    | Spielberg         | Noel León           | Noel León           | Francesco Simonazzi    | Noel León               | Team Motopark           | Jakob Bergmeister | Paolo Brajnik       |
| 5     | C2    | Spielberg         |                     | Noel León           | Noel León              | Noel León               | Team Motopark           | Jakob Bergmeister | Vladimír Netušil    |
| 5     | C3    | Spielberg         | Noel León           | Noel León           | Cian Shields           | Team Motopark           | Jakob Bergmeister       | Paolo Brajnik     |                     |
| 6     | C1    | Monza             | Noel León           | Noel León           | Francesco Simonazzi    | Noel León               | Team Motopark           | Sin participantes | Sin participantes   |
| 6     | C2    | Monza             |                     | Francesco Simonazzi | Charlie Wurz           | Charlie Wurz            | CryptoTower Racing Team | Sin participantes | Sin participantes   |
| 6     | C3    | Monza             | Francesco Simonazzi | Joshua Dufek        | Joshua Dufek           | CryptoTower Racing Team |                         | Sin participantes | Sin participantes   |
| 7     | C1    | Mugello           | Charlie Wurz        | Noel León           | Noel León              | Noel León               | Team Motopark           | Sin participantes | Paolo Brajnik       |
| 7     | C2    | Mugello           |                     | Cian Shields        | Noel León              | Cian Shields            | Team Motopark           | Sin participantes | Paolo Brajnik       |
| 8     | C1    | Barcelona         | Enzo Trulli         | Charlie Wurz        | Levente Révész         | Enzo Trulli             | Team Motopark           | Jakob Bergmeister | Vladimír Netušil    |
| 8     | C2    | Barcelona         |                     | Charlie Wurz        | Charlie Wurz           | Levente Révész          | Team Motopark           | Jakob Bergmeister | Sin participantes   |
| 8     | C3    | Barcelona         | Charlie Wurz        | Enzo Trulli         | Francesco Simonazzi    | BVM Racing              | Jakob Bergmeister       |                   | Sin participantes   |

## Clasificaciones

### Sistema de puntuación
| Posición | 1.º | 2.º | 3.º | 4.º | 5.º | 6.º | 7.º | 8.º | 9.º | 10.º | Pole | VR |
| Puntos   | 25  | 18  | 15  | 12  | 10  | 8   | 6   | 4   | 2   | 1    | 1    | 1  |

### Campeonato de Pilotos
| Pos. | Piloto              | POR | POR | POR | SPA | SPA | SPA | BUD | BUD | BUD | LEC | LEC | LEC | SPI | SPI | SPI | MNZ | MNZ | MNZ | MUG | MUG | BAR | BAR | BAR | Puntos |
| ---- | ------------------- | --- | --- | --- | --- | --- | --- | --- | --- | --- | --- | --- | --- | --- | --- | --- | --- | --- | --- | --- | --- | --- | --- | --- | ------ |
| 1    | Noel León           | 3*  | 5   | 1   | 1   | 2*  | 3   | 1   | 4   | 3*  | Ret | 7   | 2*  | 1   | 1*  | 2*  | 1   | Ret | 2   | 1*  | 3*  | Ret | 4   | 3   | 394    |
| 2    | Cian Shields        | 6   | 9   | 5   | 2   | 4   | 1*  | 2   | 8   | 6   | 4   | 2   | 1   | 2   | 5   | 1   | 6   | 4†  | Ret | 4   | 1   | 3   | 3   | 6   | 307    |
| 3    | Francesco Simonazzi | 4   | 1   | 3   | 5   | 3   | 2   | 4   | 5   | 5   | Ret | 3*  | 5   | 4*  | 2   | 5   | 4*  | 5   | 4   | 2   | 5   | 4   | 5   | 1   | 289    |
| 4    | Bryce Aron          | 5   | 4   | 4   | 3*  | 1   | 5   | 6   | 1   | 4   | 3   | 1   | 4   | 6   | 6   | 6   | 7   | Ret | 5   | 5   | 8   | WD  | WD  | WD  | 238    |
| 5    | Jakob Bergmeister   | DNS | 6   | 6   | 7   | 6   | Ret | 8   | 7   | 2   | 2*  | 5   | 6   | 7   | 7   | 7   |     |     |     |     |     | 6   | 7   | 2   | 148    |
| 6    | Charlie Wurz        |     |     |     |     |     |     |     |     |     |     |     |     | 5   | 3   | 4   | 3   | 1*  | Ret | Ret | 6   | 2   | 2*  | 5   | 139    |
| 7    | Joshua Dufek        |     |     |     |     |     |     |     |     |     |     |     |     | 3   | 4   | 3   | 2   | 2   | 1*  | 3   | 2   |     |     |     | 138    |
| 8    | Juju Noda           | 7   | 7   | 7   | 6   | 7   | 6   | 5   | 3   | 9   | 1   | 4   | 3   | WD  | WD  | WD  |     |     |     |     |     |     |     |     | 118    |
| 9    | Levente Révész      |     |     |     |     |     |     |     |     |     |     |     |     |     |     |     | 5   | 3   | 3   | 6   | 4   | 5*  | 1   | 7   | 103    |
| 10   | Enzo Trulli         | 1   | 2*  | 8   |     |     |     |     |     |     |     |     |     |     |     |     |     |     |     |     |     | 1   | 6   | 4*  | 98     |
| 11   | Josh Mason          |     |     |     | 4   | 5   | 4   | 3*  | 2*  | 1   |     |     |     |     |     |     |     |     |     |     |     |     |     |     | 96     |
| 12   | Tim Tramnitz        | 2   | 3   | 2*  |     |     |     |     |     |     |     |     |     |     |     |     |     |     |     |     |     |     |     |     | 55     |
| 13   | Vladimír Netušil    | DNS | 8   | 10  | 10  | 10  | 7   | 9   | 9   | 8   |     |     |     | 9   | 8   | 9   | WD  | WD  | WD  |     |     | Ret | DNS | DNS | 29     |
| 14   | Paolo Brajnik       | Ret | DNS | 9   | 9   | 9   | Ret | Ret | DNS | DNS |     |     |     | 8   | Ret | 8   |     |     |     | 7   | 7   |     |     |     | 26     |
| 15   | Vladislav Ryabov    |     |     |     |     |     |     |     |     |     | 5   | 6   | 7   |     |     |     |     |     |     |     |     |     |     |     | 24     |
| 16   | Benjámin Berta      |     |     |     |     |     |     | 7   | 6   | 7   |     |     |     |     |     |     |     |     |     |     |     |     |     |     | 20     |
| 17   | Attila Pénzes       |     |     |     |     |     |     |     |     |     | 6   | 8   | 8   |     |     |     |     |     |     |     |     |     |     |     | 16     |
| 18   | Gerrard Xie         |     |     |     | 8   | 8   | Ret |     |     |     |     |     |     |     |     |     |     |     |     |     |     |     |     |     | 8      |
| Pos. | Piloto              | POR | POR | POR | SPA | SPA | SPA | BUD | BUD | BUD | LEC | LEC | LEC | SPI | SPI | SPI | MNZ | MNZ | MNZ | MUG | MUG | BAR | BAR | BAR | Puntos |

| Color     | Resultado                                                               |
| --------- | ----------------------------------------------------------------------- |
| Oro       | Ganador                                                                 |
| Plata     | 2.ª plaza                                                               |
| Bronce    | 3.ª plaza                                                               |
| Verde     | Finalizó en los puntos                                                  |
| Azul      | Finalizó sin puntos                                                     |
| Azul      | NC - No clasificado                                                     |
| Violeta   | Ret - No terminó (Carrera)                                              |
| Rojo      | DNQ - No se clasificó                                                   |
| Negro     | DSQ - Descalificado                                                     |
| Blanco    | DNS - No empezó (carrera)                                               |
| Blanco    | WD - Retirado (fin de semana)                                           |
| Blanco    | C - Carrera cancelada                                                   |
| Sin color | DNP - Inscrito pero no participó                                        |
| Sin color | INJ - Lesionado                                                         |
| Sin color | EX - Excluido                                                           |
| Estado    | Resultado                                                               |
| Negrita   | Pole position                                                           |
| Cursiva   | Vuelta rápida                                                           |
| †         | Abandona, pero clasifica al completar el porcentaje requerido para ello |

### Campeonato de Novatos
| Pos. | Piloto            | Puntos |
| ---- | ----------------- | ------ |
| 1    | Jakob Bergmeister | 150    |
| 2    | Juju Noda         | 110    |
| 3    | Vladislav Ryabov  | 18     |
| 4    | Gerrard Xie       | 12     |

### Campeonato de Escuderías
| Pos. | Escudería               | Puntos |
| ---- | ----------------------- | ------ |
| 1    | Team Motopark           | 294    |
| 2    | CryptoTower Racing Team | 173    |
| 3    | BVM Racing              | 93     |
| 4    | Noda Racing             | 29     |
| 5    | Effective Racing        | 0      |
| 6    | NV Racing               | 0      |